# NHK Trophy de 2015
NHK Trophy de 2015 foi a trigésima sexta edição do NHK Trophy, um evento anual de patinação artística no gelo organizado pela Federação Japonesa de Patinação (em japonês:  日本スケート連盟), e que fez parte do Grand Prix de 2015–16. A competição foi disputada entre os dias 27 de novembro e 29 de novembro, na cidade de Nagano, Japão.

## Eventos
- Individual masculino
- Individual feminino
- Duplas
- Dança no gelo

## Medalhistas
| Evento                        | Ouro                                             | Prata                                        | Bronze                                             |
| Individual masculino detalhes | Yuzuru Hanyu · Japão                             | Jin Boyang · China                           | Takahito Mura · Japão                              |
| Individual feminino detalhes  | Satoko Miyahara · Japão                          | Courtney Hicks · Estados Unidos              | Mao Asada · Japão                                  |
| Duplas detalhes               | Meagan Duhamel · Eric Radford · Canadá           | Yu Xiaoyu · Jin Yang · China                 | Alexa Scimeca · Chris Knierim · Estados Unidos     |
| Dança no gelo detalhes        | Maia Shibutani · Alex Shibutani · Estados Unidos | Ekaterina Bobrova · Dmitri Soloviev · Rússia | Madison Hubbell · Zachary Donohue · Estados Unidos |

## Resultados

### Individual masculino
| Pos.              | Nome               | Nacionalidade    | Pontos | PC         | PL          |
| ----------------- | ------------------ | ---------------- | ------ | ---------- | ----------- |
| Medalha de ouro   | Yuzuru Hanyu       | Japão            | 322.40 | 106.33 (1) | 216.07 (1)  |
| Medalha de prata  | Jin Boyang         | China            | 266.43 | 95.64 (2)  | 170.79 (2)  |
| Medalha de bronze | Takahito Mura      | Japão            | 242.21 | 88.29 (3)  | 153.92 (5)  |
| 4                 | Grant Hochstein    | Estados Unidos   | 235.63 | 74.30 (8)  | 161.33 (3)  |
| 5                 | Keiji Tanaka       | Japão            | 234.90 | 73.74 (9)  | 161.16 (4)  |
| 6                 | Konstantin Menshov | Rússia           | 233.58 | 79.79 (6)  | 153.79 (6)  |
| 7                 | Michal Březina     | República Tcheca | 222.49 | 81.64 (5)  | 140.85 (9)  |
| 8                 | Richard Dornbush   | Estados Unidos   | 217.50 | 78.20 (7)  | 139.30 (10) |
| 9                 | Chafik Besseghier  | França           | 215.82 | 72.51 (10) | 143.31 (7)  |
| 10                | Maxim Kovtun       | Rússia           | 212.63 | 82.27 (4)  | 130.36 (11) |
| 11                | Elladj Baldé       | Canadá           | 211.09 | 69.47 (11) | 141.62 (8)  |
| 12                | Brendan Kerry      | Austrália        | 177.98 | 61.20 (12) | 116.78 (12) |

### Individual feminino
| Pos.              | Nome            | Nacionalidade  | Pontos | PC         | PL          |
| ----------------- | --------------- | -------------- | ------ | ---------- | ----------- |
| Medalha de ouro   | Satoko Miyahara | Japão          | 203.11 | 69.53 (1)  | 133.58 (1)  |
| Medalha de prata  | Courtney Hicks  | Estados Unidos | 183.12 | 65.60 (2)  | 117.52 (3)  |
| Medalha de bronze | Mao Asada       | Japão          | 182.99 | 62.50 (4)  | 120.49 (2)  |
| 4                 | Ashley Wagner   | Estados Unidos | 179.33 | 63.71 (3)  | 115.62 (5)  |
| 5                 | Mirai Nagasu    | Estados Unidos | 175.64 | 61.10 (5)  | 114.54 (6)  |
| 6                 | Kaetlyn Osmond  | Canadá         | 168.48 | 57.07 (8)  | 111.41 (7)  |
| 7                 | Li Zijun        | China          | 166.40 | 60.78 (6)  | 105.62 (10) |
| 8                 | Alena Leonova   | Rússia         | 165.75 | 59.63 (7)  | 106.12 (9)  |
| 9                 | Anna Pogorilaya | Rússia         | 164.63 | 47.35 (11) | 117.28 (4)  |
| 10                | Mariko Kihara   | Japão          | 163.19 | 54.96 (10) | 108.23 (8)  |
| 11                | Maria Artemieva | Rússia         | 158.33 | 55.68 (9)  | 102.65 (11) |

### Duplas
| Pos.              | Nome                                   | Nacionalidade  | Pontos | PC        | PL         |
| ----------------- | -------------------------------------- | -------------- | ------ | --------- | ---------- |
| Medalha de ouro   | Meagan Duhamel / Eric Radford          | Canadá         | 202.72 | 71.04 (1) | 131.68 (1) |
| Medalha de prata  | Yu Xiaoyu / Jin Yang                   | China          | 191.02 | 67.00 (3) | 124.02 (2) |
| Medalha de bronze | Alexa Scimeca / Chris Knierim          | Estados Unidos | 190.66 | 68.43 (2) | 122.23 (3) |
| 4                 | Vera Bazarova / Andrei Deputat         | Rússia         | 181.70 | 64.06 (4) | 117.64 (5) |
| 5                 | Lubov Iliushechkina / Dylan Moscovitch | Canadá         | 180.63 | 63.80 (5) | 116.83 (6) |
| 6                 | Vanessa James / Morgan Ciprès          | França         | 180.20 | 61.91 (6) | 118.29 (4) |
| 7                 | Jessica Calalang / Zack Sidhu          | Estados Unidos | 150.26 | 55.19 (7) | 95.07 (7)  |
| 8                 | Amani Fancy / Christopher Boyadji      | Reino Unido    | 125.80 | 42.52 (8) | 83.28 (8)  |

### Dança no gelo
| Pos.              | Nome                                | Nacionalidade  | Pontos | DC        | DL         |
| ----------------- | ----------------------------------- | -------------- | ------ | --------- | ---------- |
| Medalha de ouro   | Maia Shibutani / Alex Shibutani     | Estados Unidos | 174.43 | 68.08 (1) | 106.35 (1) |
| Medalha de prata  | Ekaterina Bobrova / Dmitri Soloviev | Rússia         | 169.33 | 66.19 (3) | 103.14 (2) |
| Medalha de bronze | Madison Hubbell / Zachary Donohue   | Estados Unidos | 167.49 | 66.57 (2) | 100.92 (3) |
| 4                 | Alexandra Stepanova / Ivan Bukin    | Rússia         | 160.64 | 61.96 (4) | 98.68 (4)  |
| 5                 | Penny Coomes / Nicholas Buckland    | Reino Unido    | 155.88 | 61.00 (5) | 94.88 (5)  |
| 6                 | Anastasia Cannuscio / Colin Mcmanus | Estados Unidos | 138.41 | 55.21 (6) | 83.2 (6)   |
| 7                 | Kana Muramoto / Chris Reed          | Japão          | 134.97 | 53.44 (7) | 81.53 (7)  |
| 8                 | Emi Hirai / Marien De La Asuncion   | Japão          | 115.59 | 43.61 (8) | 71.98 (8)  |

## Quadro de medalhas
| Ordem | País           | Medalha de ouro | Medalha de prata | Medalha de bronze |    | Ordem por total |
| ----- | -------------- | --------------- | ---------------- | ----------------- | -- | --------------- |
| 1     | Japão          | 2               |                  | 2                 | 4  | 1               |
| 2     | Estados Unidos | 1               | 1                | 2                 | 4  | 1               |
| 3     | Canadá         | 1               |                  |                   | 1  | 4               |
| 4     | China          |                 | 2                |                   | 2  | 3               |
| 5     | Rússia         |                 | 1                |                   | 1  | 4               |
| TOTAL | TOTAL          | 4               | 4                | 4                 | 12 | —               |